# Иван Репацев
Иван Христов Репацев (Репавцов, Репавцев) е български революционер, деец на Вътрешната македоно-одринска революционна организация.

## Биография
Иван Репацев е роден в костурското село Смърдеш, тогава в Османската империя, днес в Гърция. Баща му Христо Репавцов също е деец на ВМОРО. Влиза във ВМОРО участва в Илинденско-Преображенското въстание през лятото на 1903 година. През въстанието са убити баба му, леля му и четирима братовчеди по майчина линия от рода Дулеви. През 1910 година емигрира в Канада и се установява в Торонто. През 1915 година е избран за председател на гимнастическото дружество „Балкански юнак“, през 1923 година е избран единодушно за председател на МПО „Правда“, Торонто. Председател е и на македо-българската църковна община в града, делегат е на няколко от ежегодните конгреси на Македонската патриотична организация и председателства 15-ия редовен конгрес. През 1928 година посещава родителите си в Пловдив, България и става член на македонското братство в Елисейна, като го представлява на конгреса на Съюза на македонските братства през 1929 година.